# 謝景溫 (皇祐進士)
謝景溫（1021年—1097年），字師直，富陽人。北宋政治人物。

## 生平
皇祐元年（1049年）中进士，通判汝（今河南临汝）、莫（今河北任丘）二州，歷官江東轉運判官，江西提點刑狱。与王安石有姻亲關係，其妹嫁王安石弟王安國为妻。後拔擢為侍御史知雜事，誣陷苏轼運送私鹽。後與王安石不和，出京知鄧州。转右谏议大夫，知潭州。當时章惇主持开凿辰溪、西溪、巫溪、武溪、溪等五溪，谢景温协力拓筑，朝廷论功行赏，召拜礼部侍郎。元豐五年（1082年）知洪州。宋哲宗元祐元年（1086年）以寶文閣直學士權知開封府，不久因縱容女巫被劾，罷知蔡州（今河南汝南）。元祐三年，權刑部尚書。元祐四年，劉安世奏劾謝景溫：“景溫天資姦佞，素多朋附。”又出知鄆州。歷官真定府、揚州、壽州、鄧州。紹聖三年（1096年），章惇为相，景温指摘元祐大臣窜改熙宁变法，改知永兴军，又言及西夏终未顺命，应与划定国界，“以马迹所至为境”，为章惇所采纳。紹聖四年（1097年），知河陽（今河南孟州市），請求退休，是年八月，未及受命而卒。

## 家族
父謝絳；为次子。
有子謝慥，遷居海南岛。